# Arctornis egens
Arctornis egens är en fjärilsart som beskrevs av Felder 1861. Arctornis egens ingår i släktet Arctornis och familjen tofsspinnare. Inga underarter finns listade i Catalogue of Life.